# أنطونيو ماسياس ديل ريال
أنطونيو ماسياس ديل ريال (بالإسبانية: Antonio Macías del Real)‏ (1866 – 1939) هو صيدلي وكاتب من إسبانيا، غواتيمالا . ولد في مدريد .
توفي في بوينس آيرس .بسبب سم .